# Tuner (muzyka)

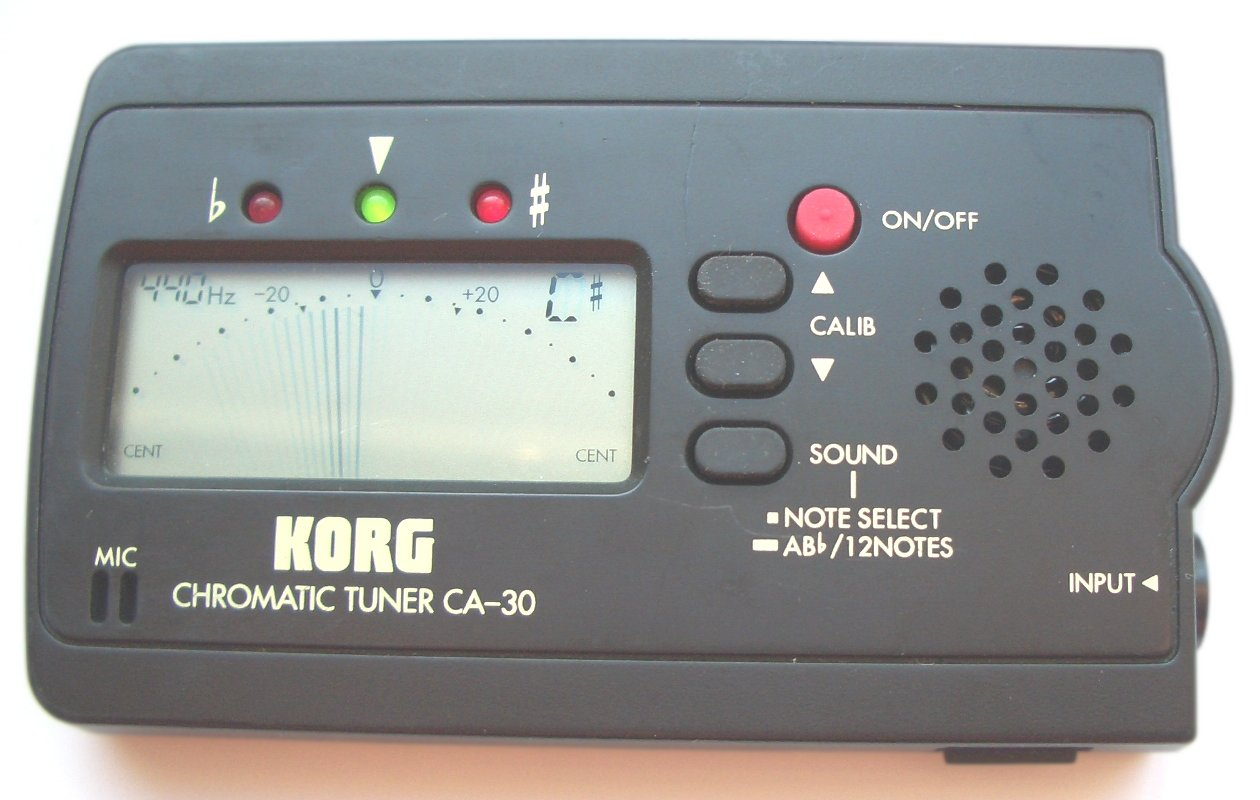
Tuner chromatyczny Korg CA-30

Tuner – urządzenie elektroniczne pomagające w strojeniu instrumentu.
Tuner pokazuje wysokość dźwięku instrumentu podłączonego do niego lub znajdującego się w zasięgu wbudowanego w nie mikrofonu. Większość tunerów jest monofoniczna (potrafi wskazać jednocześnie wysokość tylko jednego dźwięku), lecz ostatnimi czasy pojawiły się również tunery polifoniczne.